# Sizzla
Sizzla Kalonji, nombre artístico de Miguel Orlando Collins (nacido el 17 de abril de 1976), es un músico de reggae jamaicano. Sizzla pertenece al movimiento teopolitico rastafari «Bobo Ashanti», conocida por su ortodoxia al rechazar los valores asociados con la cultura y el colonialismo. Las canciones de Sizzla hablan de la pobreza y desesperación que impregna la juventud jamaicana, de brutalidad policial y de opresión política y religiosa.

## Biografía
Nació en Saint Mary, Jamaica, y se crio en August Town. Es inusualmente prolífico, incluso para los estándares jamaicanos.
Al igual que su estilo sobre el escenario, su carrera ha sido un viaje intenso. En pocos años le ha significado trabajar muy duro para sacar un disco tras otro y así, sumar una cuarentena de álbumes más varios álbumes de colaboraciones. Nació en St. Mary en la comunidad de August Town en el seno de una familia del movimiento rastafari en Jamaica. Inspirado por sus creencias rastafaris basadas en la divinidad de su Majestad Imperial Haile Selassie I, dio sus primeros pasos musicales en el Caveman Hi Fi Soundsystem.
Pronto se movería con Fattis “Exterminator” Burell. Junto a él experimenta la materialización de sus primeros álbumes "Burning Up" de RAS Records y "Praise Ye Jah" con el sello JetStar, al año siguiente. En lo referente a conciertos realizó giras con el artista Luciano de quien aprendió y asimiló mucho del rol de mensajero que asumen los cantantes del movimiento. Maneja el estilo singjay, canta y ocupa riddims más bien simples, para dar más protagonismo y realce a su entrega vocal. 
Sizzla forma parte de un renacer espiritual del Reggae, en la línea de artistas como Capleton y Buju Banton, asumiendo la bandera de lucha contra la esclavitud, la opresión occidental y esencialmente, entregando oportunidades de trabajo a los jóvenes de su entorno. Por lo mismo ha generado varios medios para alzar la vista junto a su comunidad; un sello propio Kalonji Records con el cual ha sacado tres discos ya, entre los que se destaca "The Overstanding" del 2006, una línea de ropa, un Sound system llamado Tafari Sounds, el Black Magazine, entre otras iniciativas que el inquieto artista, un tanto esquivo al ojo mediático, realiza con el único fin de ver surgir a los jóvenes de su comunidad.

## Críticas
Sizzla ha recibido numerosas críticas por parte del colectivo homosexual de Jamaica y de grupos internacionales a favor de los derechos humanos, ya que algunas canciones suyas incitan a la violencia contra los homosexuales. Es el caso de la canción "Nah Apologize".
Muchos de sus conciertos en España han sido cancelados en defensa de los derechos homosexuales en este país.

## Discografía

### Discos
- Burning up (1995)
- Praise Ye Jah (1997)
- Black Woman & Child (1997)
- Freedom Cry (1998)
- Good Ways (1998)
- Royal Son of Ethiopia (1999)
- Be I Strong (1999)
- Liberate Yourself (1999)
- Bobo Ashanti (2000)
- Words of Truth (2000)
- Taking Over (2001)
- Rastafari Teach I Everything (2001)
- Black History (2001)
- Blaze Up the Chalwa (2002)
- Hossana (2002)
- Ghetto Revolution (2002)
- Up In Fire (2002)
- Da Real Thing (2002)
- Rise To The Occasion (2003)
- Light Of My World (2003)
- Red Alert (2003)
- Speak Of Jah  (2004)
- Stay Focus (2004)
- Jah Knows Best (2004)
- Life (2004)
- Brightday (2005)
- Soul Deep (2005)
- Ain't Gonna See Us Fall (2006)
- Waterhouse Redemption (2006)
- The Overstanding (2006)
- I Space (2007)
- Addicted (2008)
- Guetto Youthology (2009)
- Crucial Times (2010)
- The Scriptures 2011)
- Welcome to the Good Life (2011)
- The Chant (2012)
- The Messiah (2013)
- Nuh Worry Unu Self (2014)
- Radical (2014)
- Born a King (2014)
- 876 (2018)

## Colaboraciones
- Gentleman "Lack of love" (Another intensity, 2007).